# Уркиса, Хосеф де
Хосеф де Уркиса-и-Альсага (исп. Josef de Urquiza y Álzaga; 29 октября 1762, Кастро-Урдьялес, Испания — 10 марта 1829, Буэнос-Айрес, Соединённые провинции Южной Америки) — испанский землевладелец, политик и военный, который внёс вклад в территориальную организацию провинции Энтре-Риос, где он основал свою резиденцию. Отец президента Аргентины Хусто Хосе де Уркисы.

## Биография
Родился 29 октября 1762 года в Северной Испании, в семье Мануэля Антонио де Уркисы и Марии Франсиски де Альсага. В молодом возрасте он переехал в Вице-королевство Рио-де-ла-Плата и занялся торговлей в Буэнос-Айресе. Вскоре он накопил определённое состояние и решил обосноваться в районе, обещавшем прибыльный, хотя и рискованный бизнес: на западном побережье реки Уругвай.
Он поселился в местечке под названием Талар-де-Арройо-Ларго, недалеко от деревни Арройо-де-ла-Чина, которая была основана иезуитами около 1619 года под названием Консепсьон, и где в 1783 году был основан город Консепсьон-дель-Уругвай, получив в собственность обширные земли. Там он стал отцом Сиприано Хосе и Хусто Хосе, а также нескольких дочерей, рождённых в результате его брака с Марией Кандидой Гарсией (1759—1844), бракосочетание которого состоялось в церкви Сан-Игнасио в Буэнос-Айресе в 1784 году.
Хосеф де Уркиса оборонял эту территорию во время войн с Португалией и против индейцев чарруа и за эти заслуги был удостоен высокого звания в ополчении. Он также был членом городского совета.
В 1801 году он был назначен генеральным командующим «Entrerríos parties», базировавшимся в Консепсьон-дель-Уругвай. Их задачей было организовывать местные отряды ополчения, преследовать бродяг и бандитов, а также бороться с контрабандой. Он оказал особую услугу, отправив войска на защиту Монтевидео во время второго английского вторжения в 1807 году.
Когда известие о формировании Первой хунты достигло области, был созван открытый совет, который принял вновь сформированную власть. Однако вскоре он получил предупреждения из Монтевидео о планах патриотов добиться независимости, поэтому вскоре встал на сторону роялистов. Хунта приказала ему прервать связь с Монтевидео, поэтому Хосеф де Уркиса подал в отставку и присоединился к роялистам, оккупировавшим города Энтре-Риос.
Когда Хуан Анхель Мичелена эвакуировала Консепсьон-дель-Уругвай, он отступил в Колонию вместе с войсками, которые хотели последовать за ним. Позже он переехал в Монтевидео, хотя многие из его солдат вернулись в Энтре-Риос. Пока он был в Монтевидео, его ранчо было разграблено солдатами Бласа Басуальдо, которые на несколько дней похитили его сына Хусто Хосе.
Он вернулся в район реки Уругвай в конце 1813 года, как раз в тот момент, когда Монтевидео должен был попасть в руки движения за независимость. Некоторое время он не играл никакой политической или военной роли, но позже он спонсировал восхождение Франсиско Рамиреса на пост лидера всей провинции. Его старший сын, Сиприано, служил Рамиресу во времена Республики Энтре-Риос.
После смерти лидера его преемника Рикардо Лопеса Хордана вскоре сменил полковник Лусио Норберто Мансилья, а Сиприано де Уркиса бежал вместе с Лопесом Хорданом. Разыскивая государственные и бухгалтерские документы, которыми занимался Сиприано, Мансилья потребовал от Хозефа передать их. Ссора переросла в драку, в результате которой пожилого мужчину несколько дней держали в тюрьме, заковав в кандалы. Последние годы жизни он провел в Консепсьон-дель-Уругвай, а в конце 1820-х годов переехал в Буэнос-Айрес, где он и умер в 1829 году.